# Egira cognata
Egira cognata là một loài bướm đêm trong họ Noctuidae.